# Julian Ryerson
Julian Ryerson (n. 17 noiembrie 1997, Comuna Lyngdal, Vest-Agder, Norvegia) este un fotbalist norvegian care joacă ca fundaș lateral pentru Borussia Dortmund din Bundesliga și echipa națională a Norvegiei.

## Cariera pe echipe

### Viking
Ryerson a semnat pentru Viking de la Lyngdal IL în vara anului 2013. A făcut progrese pentru prima echipă în sezonul 2016, când a jucat 18 meciuri în ligă. Ryerson a jucat în principal fundaș drept în acele meciuri.

### Union Berlin
În iulie 2018, Ryerson s-a alăturat lui 1. FC Union Berlin în 2. Bundesliga cu un contract de trei ani până în 2021. După promovarea clubului său în Bundesliga, a marcat golul inaugural într-o înfrângere cu 5–2 pe teren propriu cu Bayern Munchen, pe 30 octombrie 2021, în sezonul 2021–22. O lună mai târziu, pe 25 noiembrie, a marcat primul său gol în competițiile europene, asigurând o victorie cu 1-0 în deplasare împotriva lui Maccabi Haifa în Conference League.

### Borussia Dortmund
Pe 17 ianuarie 2023, Borussia Dortmund a anunțat că l-a semnat pe Ryerson pentru a-l înlocui pe accidentatul Thomas Meunier, cu un contract până în iunie 2026. O săptămână mai târziu, pe 25 ianuarie, a marcat primul său gol într-o victorie cu 2-1 în deplasare împotriva lui Mainz 05. În luna următoare, și-a făcut debutul în Liga Campionilor pe 15 februarie, într-o victorie cu 1-0 în fața lui Chelsea în optimile de finală. Pe 30 martie 2024, a marcat al doilea gol într-o victorie cu 2-0 în deplasare împotriva lui Bayern Munchen, fiind prima victorie a clubului său în Der Klassiker din 2019 și prima victorie pe Allianz Arena în 10 ani.

## Cariera la națională
Ryerson a avut prezențe la categoriile Sub-18, Sub-19 și Sub-21 ale Norvegiei. La 18 noiembrie 2020, și-a făcut debutul la seniori cu Norvegia, sub antrenorul Leif Gunnar Smerud, într-un egal 1-1 în deplasare împotriva Austriei în timpul Ligii Națiunilor UEFA.

## Viața personală
Tatăl lui Ryerson s-a născut în Statele Unite ale Americii, iar mama lui s-a născut în Norvegia. Vărul său este fotbalistul norvegian Mathias Rasmussen.